# Clumping factor A
Clumping factor A, neboli ClfA je virulentní faktor bakteriálního druhu  Staphylococcus aureus (S. aureus), který se váže na fibrinogen, čímž ho pomáhá konvertovat na nerozpustný fibrin. ClfA se také váže na regulátorový protein I komplementového systému. Je zodpovědný za srážení krevní plazmy, které se pozoruje po přidání S. aureus do lidské plazmy. Podle některých autorů je mechanismem tohoto srážení "nabalování" molekul fibrinu na buněčné stěny S.aureus. Molekuly fibrinu také možná částečně zamezují zneškodnění stafylokoků fagocyty.